# Endangered Species Act
The Endangered Species Act uit 1973 is een van de tientallen wetten die onderdeel zijn van het milieubeleid in de Verenigde Staten. De wet implementeert onder andere de richtlijnen van het internationale CITES-verdrag, een overeenkomst die ervoor moet zorgen dat internationale handel in planten en wilde dieren niet tot hun uitsterven zal leiden.
Het doel van de wet is bedreigde soorten en de ecosystemen waarvan ze afhankelijk zijn te beschermen en herstellen. De wet wordt uitgevoerd door de United States Fish and Wildlife Service (voor land- en zoetwaterorganismen) en de National Marine Fisheries Service (voor mariene soorten).
De wet kan een soort opnemen als bedreigd (loopt gevaar uit te sterven) of kwetsbaar (loopt waarschijnlijk in nabije toekomst gevaar). Alle soorten planten en dieren kunnen onder de wet gebracht worden, behalve plaaginsecten. Bovendien volstaat het dat een soort in een groot deel van zijn leefgebied bedreigd wordt, ook al wordt de soort zelf niet met uitsterven bedreigd. Zo volstaat het niet dat er onbedreigde populatie wolven leeft in Alaska, opdat de wet niet in werking zou treden voor het beschermen van de wolf in de andere 48 continentale staten.

## Ontstaan
De wet ontstond in de nasleep van de eerste Earth Day in 1970, samen met andere belangrijke milieuwetgeving als de Clean Air Act, de Marine Mammal Protection Act en de eerste Clean Water Act. Bedoeling was een effectief wettelijk middel te creëren om bedreigde diersoorten te redden, waarin de bestaande wetgeving tekort schoot. De wet werd zonder veel omhaal en zonder echte oppositie goedgekeurd in het Congres: in het Huis van Afgevaardigden waren er maar vier tegenstemmen en in de Senaat geen enkele. President Nixon was voorstander van de wet, onder andere om electorale redenen, en ondertekende de wet op 28 december 1973.

## TVA v. Hill
Een eerste grote test voor de nieuwe wet kwam er met de rechtszaak TVA v. Hill. Wetenschappers van de universiteit van Tennessee hadden in augustus 1973 een nieuwe vissoort ontdekt in de Little Tennessee River, enkele kilometers stroomafwaarts van de bouwplaats van een nieuwe stuwdam. Bij opening van deze Tellico Dam dreigde het leefmilieu en de vissoort te verdwijnen. Een rechtszaak werd ingespannen door Hiram Hill Jr. van de universiteit van Tennessee tegen de Tennessee Valley Authority (TVA) om de ingebruikname van de dam te verhinderen. De zaak werd in 1978 voorgelegd aan het Hooggerechtshof op het moment dat de dam al voor 90% was afgewerkt en al 100 miljoen dollar had gekost. De vordering van TVA werd afgewezen met een meerderheid van zes tegen drie, met de motivering dat de bewoordingen van de Endangered Species Act geen uitzonderingen toestaat, hoe onbetekenend de bedreigde soort ook mag lijken, en dat het Congres de hoogste prioriteit heeft willen geven aan de redding van bedreigde soorten.

## Amendementen
De beslissing van het Hooggerechtshof leidde in 1978 tot het stemmen van een eerste reeks amendementen, waarin de mogelijkheid van uitzonderingen in de toepassing van de wet voorzien werd. Een speciaal zevenkoppig comité zou uitzonderingen kunnen toestaan. Dit comité kwam een eerste keer samen in verband met de Tellico Dam, maar besliste de kosten en de mogelijke opbrengst van de dam niet opwogen tegen het verlies van een diersoort. Uiteindelijk werd de dam toch in gebruik genomen na een speciaal wetgevend initiatief dat nipt door het Congres geraakte en niet werd tegengehouden door president Carter. Nadien volgden er nog twee andere reeksen amendementen. De wet bleef echter een sterk instrument.
Bij het 40-jarig bestaan van de wet in 2013 verscheen een rapport van de Endangered Species Coalition waarin het succes van de wet werd gedocumenteerd aan de hand van tien (voormalig) bedreigde soorten.